# Tillandsia bongarana
Tillandsia bongarana är en gräsväxtart som beskrevs av Lyman Bradford Smith. Tillandsia bongarana ingår i släktet Tillandsia och familjen Bromeliaceae. Inga underarter finns listade i Catalogue of Life.